# South Australian Open 1981
Il South Australian Open 1981 è stato un torneo di tennis giocato sull'erba. È stata la 5ª edizione del Torneo di Adelaide,
che fa parte del Volvo Grand Prix 1981.
Si è giocato ad Adelaide in Australia dal 5 all'11 gennaio 1981.

## Campioni

### Singolare
Mark Edmondson ha battuto in finale  Brad Drewett con il punteggio di 7–5, 6–2

### Doppio
Colin Dibley /  John James hanno battuto in finale  Eddie Edwards /  Craig Edwards con il punteggio di 6–3, 6–4